# Eighth Army (Vereinigtes Königreich)
Die Eighth Army (deutsch 8. Armee) war ein Großverband des Britischen Heeres im Zweiten Weltkrieg. Sie wurde von den Alliierten in den Feldzügen in Nordafrika und Italien eingesetzt. Ihr gehörten neben Verbänden aus Großbritannien und dem Commonwealth (Australien, Neuseeland, Kanada, Südafrika, Britisch-Indien, Palästina) auch Truppen der Exil-Armeen der von Deutschland besetzten Staaten (Frankreich, Polen und Griechenland) an.

## Geschichte

### Nordafrika

Kampfraum in Nordafrika 1941/42

Die 8th Army wurde ab September 1941 in Ägypten aufgestellt und unterstand dem britischen Nahostkommando in Kairo. Ihr erster Befehlshaber war Generalleutnant Alan Cunningham. Die Aufstellung war eine Reaktion auf die Bedrohung Ägyptens durch das Deutsche Afrikakorps unter Erwin Rommel, das seit August 1941 Tobruk belagerte. Der Armee wurde neben dem kampferprobten XIII. Corps (Western Desert Force) das neu aufgestellte XXX. Corps unterstellt.
Die 8th Army wurde erstmals im November 1941 in der Operation Crusader in folgender Gliederung eingesetzt:
XXX. Corps (Generalleutnant Charles Norrie)
- 7th Armoured Division (Generalmajor William Gott)
- 1st South African Infantry Division (Generalmajor George Brink)
- 22nd Guards Brigade

XIII. Corps (Generalleutnant Reade Godwin-Austen)
- 4th Indian Division (Generalmajor Frank Messervy)
- 2nd New Zealand Division (Generalmajor Bernard Freyberg)
- 1st Tank Brigade

Garnison Tobruk
- 70th Infantry Division (Generalmajor Ronald Scobie)
- Polnische Karpatenbrigade
- 32th Armoured Brigade

Nach der Ersten Schlacht von El Alamein im Juli 1942 wurde die Armee durch das X. Corps verstärkt. Der neue Befehlshaber Bernard Montgomery begann im Oktober mit der Zweiten Schlacht von El Alamein den britischen Gegenangriff, der in Verbindung mit der US-amerikanischen Operation Torch zur Zerschlagung des Afrikakorps im Tunesien-Feldzug Anfang 1943 führte.

### Italien
Die 8th Army führte ab 9. Juli 1943 gemeinsam mit der 7. US-Armee die Invasion Siziliens (Operation Husky) durch, den Briten wurde die Landung an der Ostküste der Insel zugewiesen. Die Landung erfolgte bei Syrakus, Augusta und Catania. Der angestrebte Vorstoß der Briten entlang der Ostküste nach Messina stockte, während die 7th US-Army an der Westküste schnelle Erfolge erreichte. Nachdem der britische Vormarsch vor den Hügeln südlich des Ätna festlief, unterstützten die Amerikaner durch kleinere amphibischen Landungen an der Nordküste Siziliens. Die deutschen Truppen waren nicht in der Lage, den Verlust Siziliens zu verhindern und zogen sich bis Mitte August im Unternehmen Lehrgang über Messina auf das italienische Festland zurück.

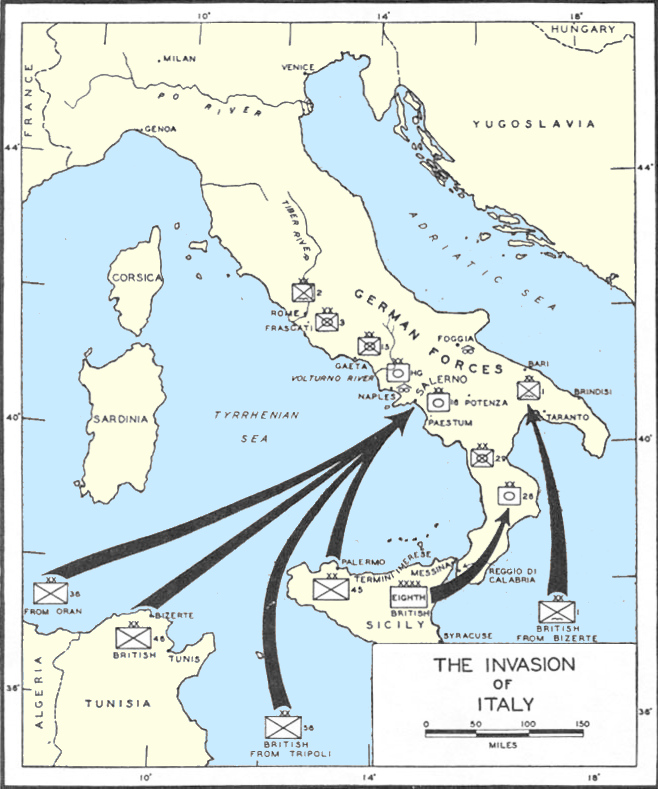
Landungen in Italien im September 1943

XIII. Corps (Lieutenant-General Miles Dempsey)
- 5th Infantry Division (Major-General Horatio Berney-Ficklin; ab 3. August 1943 Major-General Gerard Bucknall)
- 50th Division (Major-General Sidney Kirkman)
- Reserve: 78th Infantry Division (Major-General Vyvyan Evelegh)

XXX. Corps (Lieutenant-General Oliver Leese)
- 1st Canadian Division (Major-General Guy Simonds)
- 51st Division (Major-General Douglas Wimberley)
- 231st Brigade (Major-General Robert Urquhart)

Im September 1943 folgte für die 8th Army in der Operation Baytown die Landungen auf dem italienischen Festland bei Reggio Calabria und Tarent. Die 8th Army bildete danach den rechten Flügel der alliierten Front auf der Italienischen Halbinsel, während der linke Flügel von der 5th US-Army gebildet wurde. Den Oberbefehl in Italien bekam der britische Feldmarschall Harold Alexander, der die übergeordnete 15th Army Group kommandierte. Die Führung der 8th Army wurde im Dezember 1943 nach dem Abgang Montgomerys an Generalleutnant Oliver Leese übertragen.
Anfang 1944 wurde der größte Teil der Truppen zeitweilig zur Unterstützung der 5th US-Army bei Monte Cassino auf die Westseite der Halbinsel verlegt. Bei der entscheidende Schlussoffensive (Operation Diadem) der Schlacht um Monte Cassino am 11. Mai 1944 griff die 8th Army nach massiven Artilleriebeschuss mit 1.060 Kanonen in die Schlacht ein. Das Liri-Tal bildete die Grenz der Armee zur südlicher angreifenden 5th US-Army. Dem XIII. Corps unter General Kirkman (britische 4th, 78th und indische 8th Division) gelang vom Süden die Umgehung des Berges und damit der Einbruch in die deutsche Gustav-Linie, die von den deutschen Verteidigern nicht mehr zu halten war. Während die Hauptzahl der Einheiten links und rechts zur Umgehung des Berges ansetzten, konnte das zugewiesene II. polnische Korps unter Generalleutnant Anders am 17. Mai den Monte Cassino im Frontalangriff nehmen. Im Lirital wurde nach dem taktischen Durchbruch der britischen 78th Division, der am 15. Mai zur Einnahme des Ortes Pignataro und am 17. Mai von Piumarola führte, das kanadische 1st Corps (General Burns) zum Nachstoßen auf Pontecorvo nachgeführt.
Nach der Überwindung der Gotenlinie bei Florenz und Rimini im August und September 1944 setzte die 8th Army unter dem neuen Oberbefehlshaber Generalleutnant Richard McCreery im Frühjahr 1945 ihren Weg in die Po-Ebene fort.
V. Corps (Generalleutnant Charles Keightley)
- 56th (London) Division (Generalmajor John Yeldham Whitfield)
- 1st Armoured Division (Generalmajor Richard Hull)
- 4th Indian Division (Generalmajor Arthur Holworthy)
- 4th Armoured Division (Generalmajor Alfred Dudley Ward)

XIII. Corps (Generalleutnant Sidney Kirkman)
- 8th Indian Division (Generalmajor Dudley Russell)
- 78th Infantry Division (Generalmajor Keith Arbuthnott)
- 6th Armoured Division (Generalmajor Horatius Murray)
- 1st Infantry Division (Generalmajor Charles Loewen)

X. Corps (Generalleutnant John Hawkesworth)
- 46th Division (Generalmajor C. E. Weir)
- 2nd und 9th Armoured Brigade
- 10th Indian Division (Generalmajor Denys Whitehorn Reid)

II. polnisches Korps (General Władysław Anders)
- 3. polnische Division (Generalmajor Bolesław Bronisław Duch)
- 5. polnische Division (Generalmajor Nikodem Sulik)

Reserve:
Kanadisches I. Corps (Generalleutnant E. L. M. Burns)
- 1st Canadian Division (Generalmajor Christopher Vokes)
- 5th Canadian Armoured Division (Generalmajor Bert Hoffmeister)
- 2nd New Zealand Division (Generalleutnant Sir Bernard Freyberg)

Ende April 1945 folgte im Zuge der Frühjahrsoffensive die Überschreitung des Po. Am 30. April wurde Venedig und am 2. Mai Triest befreit. Nach dem Kriegsende wurde die Armee aufgelöst, Teileinheiten wurden zur Besetzung Österreichs verwendet.

## Oberbefehlshaber
- LtGen. Alan Cunningham, 10. September 1941
- LtGen. Neil Ritchie, 27. November 1941
- Gen. Claude Auchinleck, 14. Juli 1942 (gleichzeitig OB Nahost)
- LtGen. William Gott, (nicht angetreten)
- LtGen. Bernard Montgomery, 10. August 1942
- LtGen. Oliver Leese, 29. Dezember 1943
- LtGen. Richard McCreery, 3. November 1944